# Hørður Askham
Hørður Heðinsson Askham (Tórshavn, 22 settembre 1994) è un calciatore faroese, difensore del Roskilde e della nazionale faroese.

## Statistiche

### Cronologia presenze e reti in nazionale
| Cronologia completa delle presenze e delle reti in nazionale ― Fær Øer | Cronologia completa delle presenze e delle reti in nazionale ― Fær Øer | Cronologia completa delle presenze e delle reti in nazionale ― Fær Øer | Cronologia completa delle presenze e delle reti in nazionale ― Fær Øer | Cronologia completa delle presenze e delle reti in nazionale ― Fær Øer | Cronologia completa delle presenze e delle reti in nazionale ― Fær Øer | Cronologia completa delle presenze e delle reti in nazionale ― Fær Øer | Cronologia completa delle presenze e delle reti in nazionale ― Fær Øer |
| Data                                                                   | Città                                                                  | In casa                                                                | Risultato                                                              | Ospiti                                                                 | Competizione                                                           | Reti                                                                   | Note                                                                   |
| ---------------------------------------------------------------------- | ---------------------------------------------------------------------- | ---------------------------------------------------------------------- | ---------------------------------------------------------------------- | ---------------------------------------------------------------------- | ---------------------------------------------------------------------- | ---------------------------------------------------------------------- | ---------------------------------------------------------------------- |
| 5-9-2019                                                               | Tórshavn                                                               | Fær Øer                                                                | 0 – 4                                                                  | Svezia                                                                 | Qual. Euro 2020                                                        | -                                                                      |                                                                        |
| 7-6-2021                                                               | Tórshavn                                                               | Fær Øer                                                                | 5 – 1                                                                  | Liechtenstein                                                          | Amichevole                                                             | -                                                                      | 46’                                                                    |
| 7-9-2021                                                               | Tórshavn                                                               | Fær Øer                                                                | 2 – 1                                                                  | Moldavia                                                               | Qual. Mondiali 2022                                                    | -                                                                      | 87’                                                                    |
| 12-10-2021                                                             | Tórshavn                                                               | Fær Øer                                                                | 0 – 1                                                                  | Scozia                                                                 | Qual. Mondiali 2022                                                    | -                                                                      | 59’                                                                    |
| 12-11-2021                                                             | Copenaghen                                                             | Danimarca                                                              | 3 – 1                                                                  | Fær Øer                                                                | Qual. Mondiali 2022                                                    | -                                                                      |                                                                        |
| 15-11-2021                                                             | Netanya                                                                | Israele                                                                | 3 – 2                                                                  | Fær Øer                                                                | Qual. Mondiali 2022                                                    | -                                                                      |                                                                        |
| 26-3-2022                                                              | Gibilterra                                                             | Gibilterra                                                             | 0 – 0                                                                  | Fær Øer                                                                | Amichevole                                                             | -                                                                      | 79’                                                                    |
| 4-6-2022                                                               | Istanbul                                                               | Turchia                                                                | 4 – 0                                                                  | Fær Øer                                                                | UEFA Nations League 2022-2023 - 1º turno                               | -                                                                      |                                                                        |
| 7-6-2022                                                               | Tórshavn                                                               | Fær Øer                                                                | 0 – 1                                                                  | Lussemburgo                                                            | UEFA Nations League 2022-2023 - 1º turno                               | -                                                                      | 60’                                                                    |
| 11-6-2022                                                              | Tórshavn                                                               | Fær Øer                                                                | 2 – 1                                                                  | Lituania                                                               | UEFA Nations League 2022-2023 - 1º turno                               | -                                                                      | 25’                                                                    |
| 22-9-2022                                                              | Vilnius                                                                | Lituania                                                               | 1 – 1                                                                  | Fær Øer                                                                | UEFA Nations League 2022-2023 - 1º turno                               | -                                                                      |                                                                        |
| 7-9-2023                                                               | Varsavia                                                               | Polonia                                                                | 2 – 0                                                                  | Fær Øer                                                                | Qual. Euro 2024                                                        | -                                                                      |                                                                        |
| 10-9-2023                                                              | Tórshavn                                                               | Fær Øer                                                                | 0 – 1                                                                  | Moldavia                                                               | Qual. Euro 2024                                                        | -                                                                      | 80’                                                                    |
| 12-10-2023                                                             | Tórshavn                                                               | Fær Øer                                                                | 0 – 2                                                                  | Polonia                                                                | Qual. Euro 2024                                                        | -                                                                      | 49’                                                                    |
| 16-11-2023                                                             | Oslo                                                                   | Norvegia                                                               | 2 – 0                                                                  | Fær Øer                                                                | Amichevole                                                             | -                                                                      | 61’                                                                    |
| 26-3-2024                                                              | Brøndbyvester                                                          | Danimarca                                                              | 2 – 0                                                                  | Fær Øer                                                                | Amichevole                                                             | -                                                                      | 80’                                                                    |
| 7-9-2024                                                               | Tórshavn                                                               | Fær Øer                                                                | 1 – 1                                                                  | Macedonia del Nord                                                     | UEFA Nations League 2024-2025 - 1º turno                               | -                                                                      | 46’                                                                    |
| Totale                                                                 |                                                                        | Presenze                                                               | 17                                                                     |                                                                        | Reti                                                                   | 0                                                                      |                                                                        |

## Palmarès

### Club

#### Competizioni nazionali
- Formuladeildin: 4

B36 Tórshavn: 2011, 2014, 2015
HB Tórshavn: 2020
- Supercoppa delle Fær Øer: 2

HB Tórshavn: 2019, 2021
- Coppa delle Fær Øer: 2

HB Tórshavn: 2019, 2020